# موادفروش ۲
مواد فروش ۲ (همچنین با نام مواد فروش ۲: خون روی دستانم نیز شناخته می‌شود) فیلمی جنایی به تهیه کنندگی و کارگردانی نیکلاس ویندینگ رفن وساخت کشور دانمارک درسال ۲۰۰۴ است. این فیلم دومین فیلم از سه‌گانه مواد فروش است که زندگی جنایتکاران در شهر کپنهاگ را به تصویر می‌کشد.

## بازیگران
- مس میکلسن در نقش تونی.
- لایف سیلوستر پیترسن در نقش اسمِدن، با نام مستعار دوک: یک گانگستر بدنام و پدر تونی.
- آن سورنسن در نقش شارلوت: یک روسپی و مادر فرزند تونی.
- ایوینیند هاگن-ترابرگ به عنوان اُوو: دوست تونی و کارمند قابل اعتماد دوک.
- کورت نیلسن به عنوان کورت کانت: یک دلال محبت و فروش مواد مخدر.
- کارستن شرودر به عنوان رد: برادر و شریک دوک.
- ماریا اروولتر در نقش گری: دوست دختر اُوو.
- زلاتکو بوریچ در نقش میلو: رئیس مواد فروشان صرب.
- الیاس آگاک به عنوان محمد: یک جنایتکار مهاجر و اسلحه فروش.
- لینسه کسلر در نقش یانت: یک روسپی و همسر سابق دوک.
- اسون اریک اسکلاند لارسن به عنوان اسوند.
- مایا آبادجانی به عنوان روسپی
- کنود وسترسکوف